# Pioneer, Ohio
Pioneer là một làng thuộc quận Williams, tiểu bang Ohio, Hoa Kỳ. Năm 2010, dân số của làng này là 1380 người.

## Dân số
- Dân số năm 2000: 1460 người.
- Dân số năm 2010: 1380 người.